# Antonio Domínguez Richa
Antonio Domínguez Richa (16 de mayo de 1932-15 de abril de 2020) también conocido como Antonio "Tony" Domínguez fue un político, empresario y filántropo panameño. Fue concejal distrital, director de inmigración de Panamá, vice diputado al Parlamento Centroamericano y miembro fundador del partido Panameñista. También era dueño de un negocio que llevaba el nombre de Villa de Caracas. Estuvo casado con Carmen "Carmensita" Álvarez y tuvo seis hijos, entre ellos Antonio Domínguez Álvarez y José Antonio Domínguez..

## Biografía
Antonio Domínguez se inspiró en Arnulfo Arias lo que lo llevó a unirse al Partido Panameñista. Fue viceministro durante la presidencia de Arnulfo en 1968. Domínguez fue exiliado por su oposición al dictador militar, Omar Torrijos. Durante su exilio se desempeñó como presidente de la cámara de comercio, industrias y agricultura, el único presidente que lo hizo fuera del país. Posteriormente dio su apoyo a los dos candidatos presidenciales panameñistas, Guillermo Endara y Mireya Moscoso en las elecciones nacionales. Durante la presidencia de Endara (1989), Domínguez fue designado jefe del departamento de inmigración. Durante la presidencia de Moscoso (1999), fue designado jefe de gabinete del presidente. También fue miembro del directorio del Banco Nacional de Panamá y de la Autoridad de la Región Interoceánica. Su hijo, José Antonio Domínguez, ha continuado su carrera política como ministro de Asuntos Públicos, diputado en la asamblea nacional de Panamá y embajador en Taiwán (China). Su otro hijo, Antonio Domínguez Álvarez, llegó al cargo de junta directiva del Canal de Panamá. En 1955, junto con otros jóvenes panameños de, fundó el capítulo Club Activo 20-30 en Panamá, quien históricamente ha ayudado a dirigir el teletón nacional, que recauda fondos anualmente para causas benéficas.